# وادي الضباع
وادي الضباع أحد وديان العراق، يقع في ناحية بصية في بادية السماوة في محافظة المثنى جنوب العراق.

## عنه
يعد الوادي جزءًا من الهضبة الغربية وينحدر الوادي من الجنوب الغربي تجاه الشمال الشرقي، يحده من جهه الشمال وادي أبو غار ومن جه الشرق بادية بصيه ومن الغرب وادي أبو نخيلان ويصب في وادي جدعة الذي بدوره يصب في منخفض الصليبات. 
سمي الوادي بهذا الاسم نسبه إلى حيوان الضبع الذي يكثر في هذه المنطقة، الوادي يتوسط الأراضي الحجرية والصخرية ويبعد عن الناحية مسافة 7 كم ويمتد لمسافة 11 كم ويشكل ارض خصبة لنمو العديد من أنواع النباتات البرية ومأوى أكثر من نوع من الطيور والحشرات والحيوانات.
تمتلك منطقة الوادي مقومات وموارد اقتصادية حيث يوجد مساحات كبيرة من الأراضي الصالحة للزراعة مع توفر المياه الجوفية.